# Jorge Usón
Jorge Usón (Zaragoza, 19 de enero de 1980) es un actor y cantante español conocido por sus trabajos en Buñuel en el laberinto de las tortugas (2018), Brigada Costa del Sol (2019) y Con lo bien que estábamos (Ferretería Esteban) (2020), entre otros. Ganador de dos Premios de la Unión de Actores, ambos en 2017, y dos Premios Max (2012, 2024). 

## Biografía
Usón nació en Zaragoza pero, siendo muy joven, sus padres se trasladaron a Ontinar de Salz. Fue allí donde fundó, con 15 años, la compañía teatral rural Las Tornas, dirigida por María José Giral, y desde donde comenzó su andadura integrando durante once años distintas compañías de teatro aficionadas y grupos universitarios
Entre sus múltiples montajes destaca Noches de Amor Efímero, de Paloma Pedrero, por el que obtuvo el Premio a Mejor Actor en el Festival Nacional de Teatro Aficionado de Alfajarín.
Estudió Medicina en la Universidad de Zaragoza y realizó el M.I.R. de Psiquiatría en el Hospital Gregorio Marañón de Madrid. En 2008 se tituló como especialista en Psiquiatría y ejerció en el ámbito de la sanidad pública y la privada hasta 2018, año en que dejó la profesión médica para dedicarse de lleno a la interpretación.
Comenzó su formación como actor de la mano de Eva Lesmes, Will Keen, Declan Donelland y Fernando Piernas. Madrid (Técnica con Fernando Piernas e Interpretación con Eva Lesmes y David Planell. Central de Cine de Madrid).
Obtuvo un Grado superior en técnica vocal Voice-Craft (Jo Still) con Paul Farringtom, Helen Rowson y Viv Manning. Escuela Eolia de Artes Escénicas de Barcelona. Calidad de barítono.

## Trayectoria
Usón debutó profesionalmente, en 2001, de la mano de Oistros Producciones con la comedia Vamos a Contar Mentiras, de Alfonso Paso. En 2007 protagonizó y coescribió junto al director Alberto Castrillo-Ferrer y la actriz Carmen Barrantes el musical Cabaré de Caricia y Puntapié, que rendía tributo a Boris Vian, por el que ganaron el Premio Max al Mejor Espectáculo Musical en el año 2010. En 2010 fundó en Zaragoza su propia compañía junto a Carmen Barrantes, Laura Gómez-Lacueva y Hernán Romero: Nueve de Nueve Teatro; desde entonces trabaja en dicha compañía y para terceros junto a nombres destacados del teatro.
En 2009, tuvo su primera experiencia televisiva en Aragón Televisión, en el programa de sketchs En el Fondo Norte, y en un episodio de la popular serie Doctor Mateo de Antena 3. A partir de 2014 comenzó a aparecer en numerosas y conocidas series televisivas.
En 2018, Nueve de Nueve Teatro produjo el musical Con lo bien que estábamos (Ferretería Esteban), escrito y dirigido por José Troncoso con música de Mariano Marín, con Amelia Hernández en la producción ejecutiva, actuando Usón junto a Carmen Barrantes y al pianista Néstor Ballesteros. La función se estrenó con éxito en el Teatro Principal de Zaragoza durante las fiestas del Pilar y fue la encargada de abrir la temporada del Teatro Español de Madrid en su Sala Principal tras el parón provocado por el confinamiento en septiembre de 2020, consiguiendo un gran éxito de público y crítica, y recibiendo, un año más tarde, dos Premios Max.
En 2020 Usón escribió y dirigió su ópera prima: La Tuerta, estrenada en Zaragoza e interpretada por la granadina María Jáimez.
Su primer protagonista en cine le llegó con el film de animación Buñuel en el laberinto de las tortugas, ganadora de un Premio Goya, donde Usón interpreta la voz de Luis Buñuel. Su participación en el cortometraje documental Por qué escribo, de Gaizka Urresti, le valió el Premio Simón 2014 a Mejor Interpretación y el premio al Mejor Actor en SCIFE (Festival de Cine de Fuentes de Ebro) 2013. Por el largometraje Incierta gloria recibió el Premio de la Unión de Actores y Actrices a Mejor Actor de Reparto en 2018.

## Teatro
- 2005 Misiles melódicos (Sanchis Sinisterra). Dir. David Amitín y Carlos Martín. Música Gabriel Sopeña.[23]
- 2007 Yo no soy un Andy Warhol (Alfonso Plou). Dir. Carlos Martín. Música J.J. Gracia (Musical).[24]
- 2007 27 veces Hamlet. Dir. Lola Baldrich.[25]
- 2007 75 por ciento. Dir. Carlos Martín. Musical de Enrique Bunbury para Expo agua 2008.[26]
- 2008-2012 Luces de Bohemia (Valle Inclán). Dir. Carlos Martín.[27]
- 2010 Siete segundos. Dir. David Amitin.[28]
- 2011 THE SINFLOW en el Madison Square Garden en 3d. Dir. Miguel Ángel Lamata.[29]
- 2012-2013 Al Dente (Jorge Usón). Dir. Alberto Castrillo-Ferrer.[30]
- 2013-2014 Feelgood (Alistair Beaton). Dir. Alberto Castrillo-Ferrer.[31][32][33]
- 2014 La criatura (o ¿Sabe el pez lo que es el agua?), de S. Sinisterra. Dir. Vanessa Montffort.[34]
- 2015 Golfus de Roma (Sondheim). Dir. Jesús Castejón.[35]
- 2015 Yernos que aman. Dir. Abril Zamora.[36]
- 2015-2016 Invernadero (Harold Pinter) Dir. Mario Gas.[37]
- 2016 ¡Cómo está Madriz! Dir. Miguel del Arco.[38]
- 2016 El Hogar del Monstruo. Dir. Vanessa Montfort.[39]
- 2017 Arte (Yazmina Reza) Dir. Miguel del Arco.[40]
- 2019 Madre Coraje. Dir. Ernesto Caballero.[41]
- 2019 Firmado Lejárraga (Vanessa Monfort) Dir. Miguel Ángel Lamata.[42]
- 2020 La Tuerta. Autor y Dir. Jorge Usón.[43][44]
- 2020-2021 Con lo bien que estábamos (Ferretería Esteban). Dir. José Troncoso. Música Mariano Marín.
- 2021 El Salto de Darwin (Sergio Blanco). Dir. Natalia Menéndez.[45][46]
- 2023 Life is a Dream (Declan Donelland) Festival Internacional de Edimburgo.[47]

## Filmografía
| Cine      | Cine                                                                |
| --------- | ------------------------------------------------------------------- |
| 2007      | Cuídala bien. Dir. Javier Macipe.                                   |
| 2012      | Efímera. Dir. Javier Macipe.                                        |
| 2013-2014 | También la lluvia (doblaje) Dir. Iciar Bollaín.                     |
| 2014      | El encamado. Dir. Germán Roda.                                      |
| 2014      | ¿Por qué escribo?. Documental. Dir. Gaizka Urresti y Vicky Calavia. |
| 2015      | Marsella. Dir. Belén Macías.                                        |
| 2015      | La novia. Dir. Paula Ortiz.                                         |
| 2016      | Novatos. Dir. Pablo Aragües.                                        |
| 2016      | Nuestros amantes Dir Ángel Lamata.                                  |
| 2017      | Incerta Gloria Dir. Agustí Villaronga.                              |
| 2017      | Miau. Dir Ignacio Estaregui.                                        |
| 2017      | Los Futbolísimos. Dir Miguel Ángel Lamata.                          |
| 2018      | Buñuel en el laberinto de las tortugas Dir. Salvador Simó.          |
| 2020      | Julieteta Dir. Alejandro de Vega y Álvaro Moriano.                  |
| 2020      | El Espacio Vacío Dir. Nata Moreno.                                  |
| 2021      | Negociadora Dir. Alfredo Andreu.                                    |
| 2021      | Camera Café, la película. Dir. Ernesto Sevilla.                     |
| 2022      | Para entrar a vivir Dir. Pablo Aragüés y Marta Cabrera.             |
| 2022      | Voy a pasármelo bien. Dir. David Serrano.                           |
| 2022      | Mi Vida al Principio (Corto) Ana Puentes.                           |
| 2022      | Fleta, Tenor, Mito (Documental) Germán Roda.                        |
| 2022      | Solo un Ensayo (corto) Ugo Sanz.                                    |
| 2023      | Hildegart de Paula Ortiz.                                           |

| Televisión | Televisión                                       |
| ---------- | ------------------------------------------------ |
| 2013       | Aída.                                            |
| 2013-2015  | B&B, de boca en boca                             |
| 2015       | Águila Roja                                      |
| 2016       | Víctor Ros. 2.ª temporada.                       |
| 2016       | La Catedral del mar.                             |
| 2016-2017  | Grupo 2 de Homicidios.                           |
| 2017-2018  | Amar es Para Siempre                             |
| 2018       | Arde Madrid. Dir Paco León.                      |
| 2018       | Brigada Costa del Sol.                           |
| 2019       | Pardo por la música Dir. Jesús Ponce.            |
| 2019       | Capítulo 0                                       |
| 2020       | Veneno                                           |
| 2020-2021  | By Ana Milán                                     |
| 2021       | Sequía Dir. Joaquín Llamas.                      |
| 2022       | Las noches de Tefía. Creada por Miguel del Arco. |
| 2022-2023  | Días mejores. Dir: Alejo Flah.                   |
| 2023       | Galgos de Movistar +.                            |
| 2024       | Las abogadas de TVE.                             |
| 2024       | La Vida Breve de MOVISTAR+.                      |
| 2024       | Las Largas Sombras de Disney +.                  |
| 2024       | Su Majestad de Amazon.                           |

## Música
En 2011 fundó, como vocalista, el grupo musical Decarneyhueso con el que publicó su primer disco en 2018, titulado Puse mi patria en el vuelo. Lo presentaron en el Festival Internacional Pirineos Sur y terminaron la gira en el Teatro Español de Madrid. En el año 2020 vio la luz el segundo álbum, titulado El Oficio del Mar, con la colaboración de músicos como Ara Malikian y Pepe Rivero, presentándose en 2021 en el madrileño Teatro Fernán Gómez.
El 19 de 2024, el grupo publicó la canción Bachátame, de la que es intérprete y autor junto a coautor de la letra junto a su compañero Jesús Garrido.  Ana Belén, tras coincidir con Usón en el rodaje de la película, Islas, de Marina Seresesky, decidió hacer su propia versión del tema en su futuro disco, y con Usón formando parte del coro.  

## Premios y reconocimientos
Premios de la Unión de Actores y Actrices
| Año  | Categoría                          | Película        | Resultado |
| ---- | ---------------------------------- | --------------- | --------- |
| 2017 | Mejor actor de reparto en cine     | Incierta gloria | Ganador   |
| 2017 | Mejor actor protagonista de teatro | Arte            | Ganador   |

Premios Simón
| Año  | Categoría            | Película            | Resultado |
| ---- | -------------------- | ------------------- | --------- |
| 2013 | Mejor interpretación | Por qué escribo     | Ganador   |
| 2017 | Mejor interpretación | Incierta gloria     | Nominado  |
| 2017 | Mejor interpretación | Grupo 2. Homicidios | Nominado  |
| 2022 | Mejor actor          | Para entrar a vivir | Ganador   |

Otros premios
- Premio Mejor actor 1998 en el XV Festival Nacional Alfajarín por Noches de amor efímero.[79]
- Premio de la Unión General de actores, dos veces nominado en teatro y TV.[79]
- Premio mejor actor en el Festival SCIFE por el personaje de Félix Romeo en el documental ¿Por qué escribo?.[76]
- Premio MAX 2010 al mejor espectáculo musical (autor/coautor) por Cabaré de Caricia y Puntapié.
- Premio de Teatro Artes y Letras 2018 de Heraldo de Aragón.[80]
- Premio Portaza de honor 2020 en el XL Festival Nacional de Teatro Aficionado de Alfajarín.[81]
- Premio MAX 2021 a la mejor labor de producción y Mejor composición musical para espectáculo escénico por Con lo bien que estábamos (Ferretería Esteban).
- Premio de la Unión de actores 2022, nominado a Mejor Actor Protagonista de Teatro por Con lo bien que estábamos (Ferretería Esteban).[82]
- Premio Max 2024 en la categoría de Mejor autoría revelación, por su primer trabajo en la dirección y creación de una obra, 'La tuerta'.[83][84][3]